# Stenandrium thompsonii
Stenandrium thompsonii là một loài thực vật có hoa trong họ Ô rô. Loài này được (S. Moore) Vollesen miêu tả khoa học đầu tiên năm 1992.